# Давыдовский, Яков Яковлевич
Я́ков Я́ковлевич Давыдо́вский (1758, Киевская губ. — 31 декабря 1806 (12 января 1807), Остроленка) — кавалер ордена Святого Георгия III класса, участник Наполеоновских войн, полковник.

## Биография
Яков Давыдовский родился в 1758 году, был сыном небогатого дворянина, владевшего в Киевской губернии деревенькой из 18 душ и получил скудное, элементарное образование.
В 1771 году поступил рядовым в Московский карабинерный полк. В 1778 году был произведён в прапорщики, с определением в Киевский легкоконный полк, с которым в 1783—1784 годах под началом Суворова сделал поход в Крым против татар. По возвращении оттуда, в 1785 году переведен в Переяславский карабинерный полк.
В следующем году получил чин поручика и в 1788 году поступил в 1-й батальон Белорусского егерского корпуса, с которым участвовал в битве под Рымником. Получил ранение и за отличие был награждён чином капитана.
Во время Измаильского штурма в 1790 году был снова ранен в правый бок; в том же году получил чин секунд-майора.
А. В. Суворов дал следующую характеристику на Давыдовского: 
«Давыдовский приобрел особливое к себе уважение подвигом своим при взятии крепости и города Измаила и истреблении там многочисленной армии турецкой и отличил себя неустрашимою храбростью».
В 1791 году принимал участие в походе Кутузова за Дунай, сражался при Бабадаге и Мачине.
В 1792 г. в усмирении мятежа в Польше.
В 1799 г. был произведен в подполковники, в 1800 г. в полковники, а 12 ноября 1802 г. назначен шефом 1-го егерского полка и 26 ноября того же года награждён орденом св. Георгия 4-й степени (№ 1339 по списку Григоровича — Степанова).
В 1802—1805 гг. Давыдовский простоял со своим полком в г. Сердоболь (сейчас — Сортавала в Карелии) .
В 1805 г. был в походе к берегам Дуная, в числе войск, посланных Россией на помощь Австрии против Наполеона. В следующем 1806 г. участвовал в Прусской кампании.
11 декабря 1805 г. оборонял с полком переправу через р. Вкру при впадении её в Буг у местечка Сиротин (сейчас — Сохачин), Давыдовский с полком отбил шесть попыток переправиться через Вкру на паромах, плотах и наводимом ими мосту. Был ранен пулей в ногу в то время, когда на спине барабанщика писал донесение Барклаю де Толли о славном отбитии всех атак. Не тронувшись с места, Давыдовский был вторично ранен пулей в висок. Зажав рану перчаткой, Давыдовский и на этот раз остался на месте и продолжал писать. Через 2 минуты был убит барабанщик, и Давыдовский, опустившись на одно колено, дописал свой рапорт, в котором уверял Барклая де Толли, что удержит переправу. Только получив от последнего приказание отступить, Давыдовский отошёл от Сохачина.
В бою под Пултуском 14 декабря полк Давыдовского первый подвергся удару противника, но стойко удержал позицию, сам перешел в атаку и штыками отнял у французов захваченные ими пушки. В течение восьмичасового боя под Давыдовским было убито две лошади, и сам он получил смертельное ранение пулей, пронзившую наплечную кость и застрявшей в груди. Отправлен в Остроленку, где и умер 31 декабря.

При Пултуске, сраженный смертельной раной и покидая место сражения, произнес напоследок следующие слова:
«Помните меня и сражайтесь так, как при мне сражались вы везде, а ежели я не умру, то эта моя витхая скура ещё много будет стоить французам».
За Пултуское сражение Давыдовский был посмертно пожалован орденом св. Георгия 3-й степени (8 января 1807 г., № 141):
В воздаяние отличной храбрости и мужества, оказанных в сражении против французских войск 14-го декабря при Пултуске, где, не взирая на полученную рану при Сухочине, первый начал сражение и, поступая мужественно и неустрашимо, поражал неприятеля до тех пор пока не получил тяжелой раны.
Давыдовский погребён на Гродненском загородном кладбище, где офицерами полка ему воздвигнут памятник. Император Александр I посетив Гродно, посетил и могилу Давыдовского.
Михайловский-Данилевский говорит, что «вряд ли был тогда в русской армии полк искуснее в стрельбе 1-го егерского. Перед войной, стоя в глухих карельских лесах, Давыдовский упражнял солдат охотой, по особенным, на сей предмет составленным правилам, и довел людей до такого совершенства в стрельбе, что кажд. егерь наносил неприятелям столько смертей, сколько бывало у него пуль в суме».
17 декабря 1812 года 1-й егерский полк во главе с генерал-майором Карпенко посетил могилу Давыдовского, расположенную за Слонимским предместьем г. Гродно.

## Награды
- Орден св. Георгия 4-й степени (26.11.1802 г., № 1339 по списку Григоровича — Степанова).
- Орден св. Георгия 3-й степени (8 января 1807 г., № 141)